# Menet
Menet – miejscowość i gmina we Francji, w regionie Owernia-Rodan-Alpy, w departamencie Cantal.
Według danych na rok 1990 gminę zamieszkiwały 622 osoby, a gęstość zaludnienia wynosiła 21 osób/km² (wśród 1310 gmin Owernii Menet plasuje się na 344. miejscu pod względem liczby ludności, natomiast pod względem powierzchni na miejscu 220.).